# The Hardkiss
The Hardkiss, auch The HARDKISS ist eine ukrainische Rockband aus Kiew. The Hardkiss nahm am ukrainischen Nationalen Vorentscheid für den ESC 2016 teil und belegte mit ihrem zweisprachigen Song Helpless den zweiten Platz.

## Geschichte
The Hardkiss wurde 2011 von der Sängerin Julija Sanina und dem Gitarristen Waleryj Bebko in Kiew gegründet. Im September stellte die Band ihr Debütvideo Babylon vor. The Hardkiss wurde 2012 für den MTV Europe Music Awards für den besten ukrainischen Act nominiert. Im selben Jahr trat die Band auf dem MIDEM Festival in Frankreich auf. Am 18. Mai 2013 präsentierte die Gruppe ihre erste eigene Show im Grünen Theater in Kiew. Im Herbst 2013 wurde The Hardkiss für den einzigen Musikpreis der Ukraine YUNA in den Bereichen „Bester Video Clip“ sowie „Entdeckung des Jahres“ nominiert. Beides gewann die Gruppe. Im selben Jahr wurde die Band Gesicht und Stimme der Firma Pepsi in der Ukraine.
The Hardkiss teilten sich 2014 auf dem Park Live Festival die Bühne mit Skillet, Prodigy und Deftones. The Hardkiss wurden 2015 nochmals für den ukrainischen Musikpreis YUNA nominiert, nachdem sie in zwei Nominierungen Bestes Musikalbum (Stones and Honey) und Der beste Song (Single Stones) gewonnen hatte.
The Hardkiss nahm am ukrainischen nationalen Vorentscheid für den ESC 2016 teil und belegte mit ihrem zweisprachigen Lied Helpless den zweiten Platz. The Hardkiss verlor knapp gegen die Gewinnerin des ESC 2016 Jamala.
Julija Sanina war eine der vier Jurys der 7. Staffel von X-Factor Ukraine. Seit Ende 2016 veröffentlicht The Hardkiss ihre Lieder überwiegend in ukrainischer Sprache.
2018 gewann die Band zwei YUNA Preise: Beste Rockband und Bester Song auf Ukrainisch (Журавлі).

## Diskografie

### Studio-Alben
- 2014: Stones and Honey[1]
- 2017: Perfection Is a Lie[2]
- 2018: Залізна ластівка[3]
- 2021: Жива і не залізна[4]

### Live-Alben
- 2020: Акустика. Live[5]

### EPs
- 2015: Cold Altair[6]

### Singles (Auswahl)
| - 2014: Прірва (Prirva) - 2014: Make-Up - 2014: Stones - 2015: PiBiP - 2015: Organ - 2015: Tony, Talk! - 2016: Helpless - 2016: Perfection - 2016: Rain - 2016: Closer - 2017: Антарктида (Antarktyda) - 2017: Журавлі (Zhuravli) - 2017: Lovers - 2017: Кораблі (Korabli) - 2018: Мелодія (Melodiya) - 2018: Free Me | - 2018: Коханці (Kochanzi) - 2019: Серце (Serze) - 2019: Хто, як не ти (Chto, jak ne ty) - 2019: Жива (Zhyva) - 2020: Косатка (Kosatka) - 2020: Гора (Hora) - 2020: Кобра (Kobra) (mit MONATIK) - 2021: Все було так (Vse bulyo tak) - 2021: Обійми (Obiymy) - 2021: 7 вітрів - 2021: Сестра - 2022: Як ти? - 2022: Маяк - 2023: Два вікна - 2023: Мрійники (mit Tvorchi) |